# Індигірка
Індигі́рка — (якут. Индигир өрүс) — річка на Далекому Сході Росії, протікає по території Оймяконського, Момського, Абийського та Аллаїховського улусів, північного сходу Республіки Саха (Якутія). Впадає в Східносибірське море Північного Льодовитого океану.

## Географія
Довжина річки 1726 км, площа басейну 360 000 км². Утворюється злиттям річок Хастах і Тарин-Юрях. У верхів'ях протікає по Оймяконському нагір'ю, далі у вузькій ущелині прорізає хребет Черського, утворюючи пороги, нижня течія на Яно-Індигірській низовині; впадає в Східносибірське море (дельта площею 5,5 тисяч км²). На Індигірці розташовані населені пункти: Оймякон, Усть-Нера, Хонуу, Біла Гора, Чокурдах.
Судноплавна від впадіння Моми (1154 км) з червня по вересень. Головні пристані: Хонуу, Дружина, Чокурдах, Табор. У верхній частині долини Індигірки існує золотоносна ділянка. У гирлі — промисел риби (ряпушка, чир та інша). Населення долини Індигірки незначне, місцеві жителі займаються в основному заготівлею лісоматеріалів, ловом риби і полюванням на хутрового звіра.

## Основніпритоки
- Ліві: Куйдусун, Кюенте, Ельгі, Селеннях, Уяндіна, Аллаїха, Берелех;
- Праві: Нера, Мома, Бадяріха.

## Гідрологія
Середньорічна витрата води у верхній течії (селище Усть-Нера) — 421 м³/с (найбільша 3 100 м³/с, найменша 0,2 м³/с), у нижній течії 1 850 м³/с (найбільша 11 700 м³/с, найменша 3,2 м³/с). Твердий стік у гирлі — 13,7 млн тонн за рік. Льодостав з жовтня до кінця травня, початку червня. Місцями перемерзає (пристань Чокурдах та інші), типові гігантські наледеніння.
У басейні Індигірки понад 80 тисяч озер загальною площею 11 800 км².
Спостереження за водним режимом річки Індигірки проводилось протягом 63 років (1936—1998) на станції в поселені Воронцове, розташованого за 350 км від гирла, впадіння її у Східносибірське море. Середньорічна витрата води яка спостерігалася тут у цей період становила 1 590 м³/с для водного басейну 305 000 км², що становить близько 85 % від загальної площі басейну річки. За період спостереження встановлено, що мінімальний середньомісячний стік за весь період спостереження становив 9,1 м³/с (у квітні), що становить всього 0,16 % від максимального середньомісячного стоку, який відбувається у червні та становить — 5707,7 м³/с і вказує на надзвичайно високу амплітуду сезонних коливань.
За період спостереження, абсолютний мінімальний місячний стік (абсолютний мінімум) становив 3,28 м³/с (у квітні 1962 року), абсолютний максимальний місячний стік (абсолютний максимум) становив 10 600 м³/с (у червні 1967 року).

## Дельта
Індигірка утворює велику дельту площею 5500 км², що складається з декількох рукавів і островів. Приблизно у 130 км від гирла (70°48′45.36″ пн. ш. 148°54′58.32″ сх. д. / 70.8126000° пн. ш. 148.9162000° сх. д.) Індигірка розділяється на два рукави — Руське Устьє та Середній рукав, трохи північніше (70°55′44″ пн. ш. 149°37′00″ сх. д. / 70.92889° пн. ш. 149.61667° сх. д.) від Середнього рукава відділяється ще один рукав — Колимський). Найбільшим є Середній рукав (Середня протока), Руське Устьє — західний рукав Індигірки, Колимський рукав — східний. Від моря гирло Індигірки відокремлено мілководним баром.
Рукавами Індигірки сформовані кілька плоских островів. Основні острови (зі сходу на захід):
- Усун-Ари (71°23′13.2″ пн. ш. 151°15′18″ сх. д. / 71.387000° пн. ш. 151.25500° сх. д.). Розташований на схід від Середнього рукава. Довжина 12 км, ширина 2,7 км.
- Острів Упаровський (71°33′18″ пн. ш. 151°8′25″ сх. д. / 71.55500° пн. ш. 151.14028° сх. д.), довжина 2 км, ширина 1 км.
- Острів Плоський, довжина близько 3 км.
- Великий Федоровський острів (71°32′40″ пн. ш. 150°31′28″ сх. д. / 71.54444° пн. ш. 150.52444° сх. д.), довжина 6 км і максимальна ширина 4 км.
- Острови Входной (71°33′28″ пн. ш. 150°20′57″ сх. д. / 71.55778° пн. ш. 150.34917° сх. д.) і Оленій (71°35′20″ пн. ш. 150°14′37″ сх. д. / 71.58889° пн. ш. 150.24361° сх. д.), обидва мають однаковий розмір, близько 4 км в довжину.
- Крестовий острів, довжина 6 км, ширина 1,6 км.